# Benny Van Brabant
Benny Van Brabant (* 8. Mai 1959 in Hasselt) ist ein ehemaliger belgischer Radrennfahrer.

## Sportliche Laufbahn
Van Brabant war im Straßenradsport aktiv. Als Amateur gewann er die Ronde van de Kempen 1979 mit vier Etappensiegen, 1980 eine Etappe im Sealink International Grand Prix und zwei Etappen in der Tour de Liège, 1981 eine Etappe im Circuit Franco-Belge und im Omloop van het Zuidwesten.
Von 1981 bis 1992 war er Berufsfahrer. Als endschneller Fahrer gewann er eine Reihe von Etappen in Rundfahrten: in der Ronde van Nederland 1982, in der Tour de l’Oise 1982 und 1985, in der Tour de l’Avenir 1984 (zweifach), im Critérium du Dauphiné 1984 und 1985, in der Vuelta a Burgos, in der Vuelta Ciclista a la Región de Murcia (dreifach) und in der Ruta del Sol 1986, in der Portugal-Rundfahrt und in der Vuelta a Castilla y León 1989, in der Vuelta a España 1990, im Rennen Région Pays de la Loire Tour 1992.
In Eintagesrennen war er 1981 im Omloop van het Zuidwesten, bei Binche–Tournai–Binche 1984 sowie im Grand Prix de Hannut 1989 erfolgreich. Zweiter wurde er 1990 in der Ronde van Limburg und in der Trofeo dell’Etna, 1991 in der Berner Rundfahrt. Dritter wurde er 1984 in der Ronde van Limburg, 1987 im Alassio Cup sowie 1990 in der Vuelta a Aragón. Van Brabant bestritt alle Grand Tours.

## Grand-Tour-Platzierungen
| Grand Tour            | 1982 | 1983 | 1984 | 1985 | 1986 | 1987 | 1988 | 1989 | 1990 |
| --------------------- | ---- | ---- | ---- | ---- | ---- | ---- | ---- | ---- | ---- |
| Vuelta a EspañaVuelta | 24   | –    | 66   | –    | 86   | –    | 54   | 64   | 83   |
| Giro d’ItaliaGiro     | –    | –    | –    | –    | –    | 68   | DNF  | –    | –    |
| Tour de FranceTour    | 118  | DNF  | 38   | 129  | –    | –    | –    | –    | –    |